# リッチヒルスタッド
リッチヒルスタッド（Rich Hill Stud）は、ニュージーランドワイカト地方ウォルトンにある競走馬の生産及び種牡馬の繋養を行う牧場である。
1994年に設立された。

## 繋養種牡馬
※2022/23年シーズン
- Ace High
- Proisir
- Satono Aladdin (2018/19年～2019/20年・2021/22年～2024/25年、シャトル種牡馬、2025年以降は通年で繋養[1])
- Shocking
- Vadamos

## 過去の繋養種牡馬
- Any Suggestion
- Bahhare
- Bertolini
- Jimmy Choux
- Jungle Pocket (2003/04年～2006/07年、シャトル種牡馬)
- Pentire
- Sir Percy
- Victory Dance